# KNDS
KNDS est une entreprise européenne de l'industrie de la défense, qui résulte de la coentreprise entre le français Nexter et l'allemand Krauss-Maffei Wegmann (KMW) à travers le projet KANT et dont le siège se situe à Leyde, aux Pays-Bas.
KNDS (initiales de KMW+Nexter Defense Systems) se classait en 2023 au 36e rang mondial pour la production d'armement.
Le projet KANT, qui dérive des initiales de K(MW) And Nexter Together, aboutit à une coentreprise conclue le 15 décembre 2015 par l'armurier allemand Krauss-Maffei Wegmann et le groupe industriel français de l'armement Nexter. La société holding commune est basée aux Pays-Bas. Le 29 juillet 2015, la fusion entre les deux sociétés a été officiellement finalisée à Paris. 
L'alliance des deux groupes sous l'égide d'une holding commune crée un groupe de technologies de défense franco-allemand avec un chiffre d'affaires annuel proche de deux milliards d'euros, un carnet de commandes d'environ neuf milliards d'euros et plus de 6 000 employés. Le nouveau numéro 1 dans les principaux chars de combat a pour objectif le développement de nouveaux modèles pour succéder aux chars de combat allemands Leopard 2 et français Leclerc, prévu en 2030.
En France, l’un des produits les plus connus au catalogue de KNDS France (anciennement Nexter et GIAT Industries), est le canon automoteur CAESAR. 

## Historique
Depuis des années, l'industrie de la défense allemande souffre de l'austérité de la Bundeswehr. Le constructeur Krauss-Maffei Wegmann (KMW), basé à Munich, envisage donc de se regrouper en opérant une fusion avec le concurrent français Nexter à Roanne, au nord-ouest de Lyon. En raison de l'importance du projet, une audition s'est tenue à l'Assemblée nationale avec Frank Haun, président directeur général de KMW, et Philippe Burtin, président directeur général de Nexter, sur le projet KANT,.
Le pacte proposé entre KMW et Nexter a lieu dans une période de réduction des budgets de défense des pays occidentaux de l'OTAN. Nexter et Krauss-Maffei Wegmann ont conclu des négociations exclusives pour créer une coentreprise qui se classerait comme le plus grand fabricant d'armements terrestres de l'Europe, appelés KANT. Un accord a été signé par les dirigeants des sociétés le 1er juillet 2014 à Paris. Nexter, le fabricant du véhicule blindé de combat d'infanterie (VBCI) et du char Leclerc, est détenue par le gouvernement français, alors que KMW, connu pour son char Leopard 2, est une entreprise familiale. Cet accord ouvre une phase de discussion d’approximativement neuf mois, devant amener à la création de la coentreprise. À ce stade des discussions il était prévuqu'à  l'issue du rapprochement, la nouvelle structure ferait l'objet d'une coprésidence franco-allemande du directoire jusqu'à la fusion qui interviendrait sous trois à quatre ans.
Le 29 juillet 2015, l'accord de fusion entre Nexter et Krauss-Maffei Wegmann (KMW) est officiellement signé à Paris, pour créer un nouvel ensemble de 6 000 employés et 1,7 milliard d'euros, contrôlé à 50 % par l'État français et à 50 % par la famille Bode-Wegmann,.
Le 15 décembre 2015, la fusion entre Nexter et KMW est finalisée, la nouvelle société commune, baptisée Honosthor, est située aux Pays-Bas. Lors du salon Eurosatory 2016, qui se tient tous les deux ans au parc des expositions de Villepinte, le nom final du nouveau groupe commun a été dévoilé, il s'agit de « KNDS » qui signifie « Krauss-Maffei Nexter Defense Systems ». Les deux sociétés, qui conservent leur gamme de produits, font, pour la première fois, stand commun.
Deux ans plus tard, au salon Eurosatory 2018, KNDS présente le démonstrateur Euro Main Battle Tank (EMBT) qui combine un châssis de char Leopard 2 A7 avec une tourelle de char Leclerc.
À partir de juin 2023, les filiales nationales du groupe utilisent la marque KNDS en remplacement de leurs marques propres. 
C’est à partir d'avril 2024 que Nexter Systems et Krauss-Maffei Wegmann deviennent officiellement KNDS France et KNDS Deutschland. L'uniformisation des noms des autres filiales est prévue lors de l’année 2024.
Le 1er octobre 2024, la filiale KNDS Ukraine LLC ouvre ses portes pour pouvoir consolider l'industrie terrestre ukrainienne, en produisant des munitions d'artillerie de 155 mm et en effectuant la maintenance de différents véhicules militaires en Ukraine tels que les Leopard 1 et 2, CAESAr, AMX-10 RCR et Panzerhaubitze 2000,,.

## Critiques
Le projet de fusion de la production de chars d'assaut a été l'objet de critiques en Allemagne. Il est communément admis en Allemagne de mauvaises expériences dans la coentreprise d'Airbus avec la concentration d'importantes capacités de développement et de production sur le site français de Toulouse.
Néanmoins, selon le P.-D.G. de KMW, Frank Haun et du groupe Nexter, Philippe Burtin, ces critiques n'ont pas fait obstacle à la fusion.
En France, il y a des critiques de la part du Front national et du Parti communiste, qui condamnent fermement la privatisation du groupe de défense Nexter,.
En Allemagne, le ministre de l’Économie Sigmar Gabriel s'était exprimé fin 2014 en faveur d’une consolidation purement allemande par regroupement de KMW avec l'entreprise Rheinmetall.